# DARWIN (космічний проєкт)
«Дарвін» (англ. Darwin) — проєкт Європейського космічного агентства з виведення в космос системи інфрачервоних телескопів з метою безпосереднього спостереження екзопланет і пошуку життя на них.
Проєкт був схвалений ЄКА 1997 року для наукового та технологічного опрацювання. Запуск місії спочатку було заплановано на 2014 р.. Опрацювання проєкту було завершено 2007 року, подальші дії не планувалися.
Схожий проєкт — Terrestrial Planet Finder (шукач планет земного типу) розробляла НАСА. ЄКА розглядала можливість співпраці у цій галузі. Припускався варіант об'єднаного проєкту: Дарвін + TPF.
Проте в кінцевому підсумку обидві агенції розробили дешевші проєкти для вивчення екзопланет: Хеопс та TESS відповідно.

## Опис проєкту
Проєктом «Дарвін» передбачалося запустити на навколосонячну орбіту (точка L2 системи Сонце-Земля) три інфрачервоні телескопи (середньохвильового діапазону з довжиною хвилі 2,5-50 мкм) з дзеркалами діаметром принаймні три метри. Такі телескопи недоцільно виводити поблизу Землі через розігрів конструкції космічних апаратів випромінюванням Сонця, що вимагає дорогої системи охолодження. Також спрощувалися б завдання орієнтації апарата й завдання контролю взаємного положення групи апаратів у просторі.

Застосування обнуляючої інтерферометрії для пошуку планет

Телескопи мали працювати як єдина система, інтерферометр із дзеркалом великого діаметра, що використовує принцип обнуляючої інтерферометрії. Вони мали розташовуватись на відстані близько 100 м, один від одного, причому жорсткого (механічного) зв'язку між ними не передбачалося, а стабілізація мала здійснюватися за допомогою лазерної системи. Для додаткового контролю положення телескопів планувався окремий апарат, який дозволив би утримувати оптичні осі всіх телескопів в одному напрямку.
На Землі використання інфрачервоних телескопів є практично неможливим. По-перше, атмосфера поглинає інфрачервоне випромінювання, а, по-друге, сам телескоп за кімнатної температури випромінює інфрачервоні хвилі, «забруднюючи» тим самим свої власні дані. У зв'язку з цим, на орбіті для досягнення високої чутливості всі телескопи мали б охолоджуватися до температури 40 К (-233 °C) пасивним охолодженням за допомогою дископодібних радіаторів, що охоплюють телескопи.
Пошук планет навіть для найближчих зір можна порівняти із завданням розгледіти полум'я свічки з відстані тисячу кілометрів, коли свічка буде поблизу маяка. В оптичному діапазоні потужність випромінювання зорі перевищує потужність випромінення її планети земного типу в мільярди разів. Проте вже для середньохвильового інфрачервоного діапазону те ж співвідношення становить мільйони разів.
Іншим аргументом на користь інфрачервоного діапазону є той факт, що в цьому діапазоні життя залишає свої маркери. На Землі біологічна активність виробляє деякі гази. Наприклад, флора продукує кисень, а фауна — вуглекислий газ і метан. Ці та інші гази, такі, як водяна пара, залишають свої сліди, поглинаючи певні хвилі в інфрачервоному діапазоні.
Доставку на орбіту чотирьох (можливо — п'яти) КА мали здійснити ракети-носії Союз-Фрегат.

## Очікувані наукові результати
За допомогою системи «Дарвін» передбачається здійснити безпосереднє спостереження екзопланет (за випромінюванням в інфрачервоному діапазоні, а не за непрямими ознаками, як зараз).
Ця система дозволила б спостерігати планети, подібні до Землі, і здійснювати спектральний аналіз складу їх атмосфер. Якщо в спектрі будуть виявлені лінії озону, молекулярного кисню й водяної пари, це буде свідчити про наявність життя на цих планетах[джерело?], оскільки, наприклад, такий агресивний газ, як кисень, повинен мати постійні джерела поповнення внаслідок життєдіяльності організмів.
Існують пропозиції подальшого розвитку системи шляхом збільшення кількості телескопів. Деякі оцінки говорять про можливу роздільну здатність такого «Гіпертелескопу» в кілька кутових мікросекунд. Теоретично, система із ста триметрових телескопів, рознесених один від одного на 100 км, навіть дозволить складати карти поверхні екзопланет.